# Spider-Woman (Gwen Stacy)
Ghost-Spider ('Gwendolyne Maxine Stacy; col·loquialment: Spider-Gwen), prèviament coneguda com a Spider-Woman, és una superheroïna que apareix als còmics publicats per Marvel Comics. Va ser creada per Jason Latour i Robbi Rodriguez. El personatge va debutar al número 2 d'Edge of Spider-Verse com a part de la història del còmic "Spider-Verse" del 2014–15, donant lloc a la sèrie en curs Spider-Gwen que va començar el 2015.
Spider-Woman/Ghost-Spider és una variant de Spider-Man i una versió d'univers alternatiu de Gwen Stacy. Viu a la Terra-65, on Gwen Stacy és mossegada per una aranya radioactiva i es converteix en un superheroi en comptes que Peter Parker es converteixi en Spider-Man. Els diversos enemics del personatge inclouen versions de la Terra-65 de Matt Murdock i Frank Castle. La Spider-Woman de Gwen Stacy alberga gran part de la personalitat de Peter i conflictes juntament amb els seus poders i habilitats.
Spider-Woman va rebre crítiques positives dels crítics, que van aplaudir el seu disseny, citat com una opció popular per al cosplay, i la perspectiva feminista. Per a la promoció, es van desenvolupar diverses altres versions del personatge, acompanyades de marxandatge. També va aparèixer en sèries de televisió animades i en diversos videojocs. Dove Cameron dona la veu al personatge de la franquícia de mitjans Marvel Rising del 2018–19 com a "Ghost-Spider", un àlies integrat posteriorment als còmics, mentre que Hailee Steinfeld li dona veu al personatge de la sèrie de pel·lícules Spider-Verse; Laura Bailey, Ashley Johnson, Emily Tennant, Catherine Luciani i Allegra Clark també han proporcionat la veu del personatge en altres mitjans.